# Cómis
Os Cómis (Komis) são um povo originário do extremo-norte da Rússia, da República de Cómi, integrante da Federação Russa, até o Círculo Polar Ártico.